# スリン県

スリン県
จังหวัดสุรินทร์

- この項目は英語版を元に作成されています。

スリン県（スリンけん、タイ語: จังหวัดสุรินทร์）はタイ・東北部の県（チャンワット）の一つ。ブリーラム県、マハーサーラカーム県、ローイエット県、シーサケート県と接し、カンボジアとの国境を有する。

## 地理
県北部にはメコン川の支流であるムーン川が流れる。南にはドンレック山脈が広がり、カンボジアとの国境を形成している。

## 歴史
スリン県の地域は12世紀のクメール王朝時代には重要な地域であり、県内には現在でもクメール遺跡が残っている。時代が下って1763年に、県庁所在地は現在の場所に移された。当時はムアン・プラターイサナンと呼ばれていた。チエンプムという男が白象を捕らえ当時まだ王になっていなかったラーマ1世に寄進した、のちにこれによりチエンプムはルワン・スリンパックディーの官位・欽錫名を与えられ、集落の長の役を得た。後にラーマ1世が即位するとルワン・スリンパックディーは知事に任命され1786年、彼の欽錫名の一部からこの県の名前をスリンに改めた。これが機会になりスリン県は象の県になり、毎年11月頃象祭りが開催される。
2025年7月24日、国境付近の寺院をめぐりタイ軍とカンボジア軍が衝突。双方で死傷者が出た。カンボジア側から重火器とロケット弾の発射が報告されているとし、国境付近の住民の避難が呼びかけられた。

## 民族
住民の47.2%はクメール語話者である。

## 県章

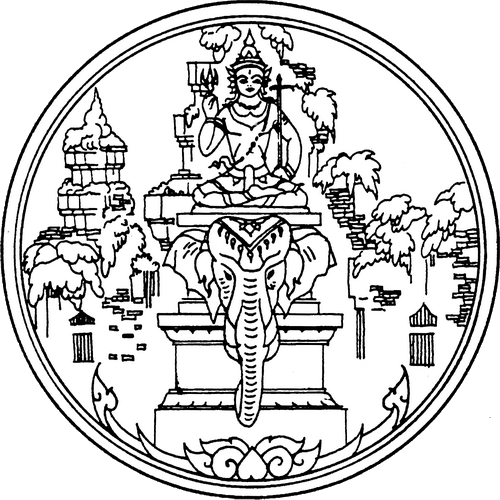
県章

|  | 県章にはクメール遺跡と象がデザインされている。どちらも県内で良く目にするものである。 県木・県花はともにテンブス（Cyrtophyllum fragrans; シノニム: Fagraea fragrans） |

## 行政区分
スリン県は17の郡（アンプー）に分かれ、さらにその下位に158の町（タムボン）、2,011の村（ムーバーン）がある。
| 1. ムアンスリン郡 2. チュムポンブリー郡 3. タートゥーム郡 4. チョームプラ郡 5. プラーサート郡 6. カープチューン郡 7. ラッタナブリー郡 8. サノム郡 9. シーコーラプーム郡 | 1. サンカ郡 2. ラムドゥワン郡 3. サムローンタープ郡 4. ブワチェート郡 5. パノムドンラック郡 6. シーナロン郡 7. クワオシナリン郡 8. ノーンナーライ郡 | スリン県の郡 |

## 出身有名人
- ブアカーオ - K-1やムエタイをはじめ、多数のタイトルを獲得したキックボクサー
- トニー・ジャー - 映画『マッハ!!!!!!!!』などで知られる俳優。